# Sibiriska federala distriktet
Sibiriska federala distriktet (Сибирский федеральный округ Sibirskij federal'nyj okrug) är ett av  Rysslands federala distrikt. Det är det mittersta av de tre asiatiska distrikten. Det har 19 676 262 invånare (1 januari 2006) på en yta på 5 114 800 km². 
Det bör inte förväxlas med Sibirien, som geografiskt omfattar hela asiatiska Ryssland, och administrativt hela det senare förutom det som ligger närmast Stilla havet.
Sibiriska federala distriktet upprättades den 13 maj år 2000.

## Administrativ indelning

### Federationssubjekt
| Siberian Federal District |        |                      |               |
| Nr                        | Flagga | Federationssubjekten | Huvudort      |
| 1                         |        | Altajrepubliken      | Gorno-Altajsk |
| 2                         |        | Altaj kraj           | Barnaul       |
| 3                         |        | Burjatien            | Ulan-Ude      |
| 4                         |        | Zabajkalskij kraj    | Tjita         |
| 5                         |        | Irkutsk oblast       | Irkutsk       |
| 6                         |        | Kemerovo oblast      | Kemerovo      |
| 7                         |        | Krasnojarsk kraj     | Krasnojarsk   |
| 8                         |        | Novosibirsk oblast   | Novosibirsk   |
| 9                         |        | Omsk oblast          | Omsk          |
| 10                        |        | Tomsk oblast         | Tomsk         |
| 11                        |        | Tuva                 | Kyzyl         |
| 12                        |        | Chakassien           | Abakan        |

### Fotnoter
1. ↑  ”Siberia Federal District, Russia (Siberian)”. RussiaTrek.org. http://russiatrek.org/siberia-district. Läst 15 juli 2012.